# Кіта-Айкі

36°3′33″ пн. ш. 138°33′4″ сх. д. / 36.05917° пн. ш. 138.55111° сх. д.
Кіта́-А́йкі (яп. 北相木村, きたあいきむら, МФА: [kʲi̥ta ai̯kʲi muɾa]) — село в Японії, в повіті Мінамі-Саку префектури Наґано. Станом на 1 квітня 2009 площа села становила 56,26 км². Станом на 1 липня 2011 населення села становило 862 осіб.